# Ryōjirō Furusawa
Ryōjirō Furusawa (jap. 古澤 良治郎, Furusawa Ryōjirō, * 5. September 1945 in Sendai; † 12. Januar 2011 in Tokyo) war ein japanischer Jazz-Schlagzeuger.

## Leben und Wirken
Ryōjirō Furusawa hatte auf dem College klassischen Musikunterricht (Schlagzeug, Piano), zog mit 18 Jahren nach Tokyo und begann dort 1969 als professioneller Musiker zu arbeiten. Er leitete eigene Formationen wie das Furusawa Ryojiro Quintett mit dem Gitarristen Motonobu Ōde und schließlich die Ryojiro Band. Er spielte u. a. mit Yosuke Yamashita, Sadao Watanabe, Fumio Itabashi, Yūji Imamura, Shigeharu Mukai, Natsuki Tamura, Kōichi Matsukaze (At the Room 427, 1975) und Peter Brötzmann (Vier Tiere, 1993), außerdem mit den Sängern Mikami Kan und Maki Asakawa. Zuletzt leitete er die Bands Ne und Ash.

## Diskographische Hinweise
- Ryōjirō Furusawa & Lee Oskar – Ano Koro (Better Days) (Denon, 1981) mit Kazumi Watanabe, Motonobu Ōde, Junichirō Ōkuchi, Tamio Kawabata
- Tamaniwa (1983)
- Ryōjirō Furusawa & Kan Mikami: Shokugyo (1987)
- Ryōjirō Furusawa & Kan Mikami: Dereki (2007)
- Ryōjirō Furusawa & Kan Mikami: Buriki/Tin (2008)